# محمد علي أباد (بوئين)
محمد علي أباد (بالفارسية: محمد علی‌آباد) هي قرية تقع في إيران في قسم بوئین الريفي. يقدر عدد سكانها بـ 82 نسمة .